# 天溷增三
鯨魚座20，又名BD-01 114，HD 5112、SAO 129009、HR 248，是鯨魚座的一颗恒星，视星等为4.77，位于銀經123.83，銀緯-64.01，其B1900.0坐标为赤經0h 47m 53.8s，赤緯-1° -64.01′ 14″。